# 南勝線
南勝線（なんしょうせん）とは、日本国有鉄道（国鉄）が中国勝山駅と倉吉駅（一時期、上井駅）の間に計画していた鉄道路線（未成線）のうち、中国勝山 - 山守間の建設路線名称である。

## 路線データ
以下はすべて計画上のものである。
- 路線距離：43.1km
- 駅数：9駅（起終点駅含む）
- 複線区間：なし
- 電化区間：なし（全線非電化）

## 概要
上井 - 倉吉間が倉吉軽便線として1912年に開業後、1922年公布の改正鉄道敷設法別表第89号に掲げられた「岡山縣勝山ヨリ鳥取県倉吉ニ至ル鐵道」として建設が進められた。倉吉（後の打吹） - 山守間は倉吉線として1958年までに開業したものの、並行する道路を走る自家用車やバスに勝てず、山守 - 中国勝山間は起工式こそ開催されたものの用地買収や工事が行われることのないまま1980年（昭和55年）の国鉄再建法施行や1981年（昭和56年）の国鉄倉吉線の特定地方交通線第一次廃止対象路線指定、及び1985年（昭和60年）の同線廃線により建設放棄となり、日の目を見ることはなかった。

## 沿革
- 1912年（明治45年）6月1日 - 倉吉軽便線（後の倉吉線）が上井駅（現在の倉吉駅） - 倉吉駅（後の打吹駅）に開業する。
- 1922年（大正11年）4月11日 - 改正鉄道敷設法別表第89号により予定線となる。
- 1941年（昭和16年）5月17日 - 倉吉線が関金駅まで延伸開業する。
- 1958年（昭和33年）12月20日 - 倉吉線が山守駅まで延伸開業する。
- 1974年（昭和49年）5月9日 - 岡山県真庭郡勝山町（現：真庭市）の勝山小学校で起工式が開催される[1]。
- 1980年（昭和55年）12月27日 - 国鉄再建法施行。
- 1981年（昭和56年）9月18日 - 国鉄倉吉線が特定地方交通線第一次廃止対象路線に指定される。これにより南勝線は建設放棄が確定する。
- 1985年（昭和60年）4月1日 - 第1次特定地方交通線として倉吉線が廃止される。

## 駅一覧
駅名はすべて仮称。
中国勝山駅 - 山久世駅 - 真賀駅 - 湯原駅 - 美作二川駅 - 蒜山駅 - 八束駅 - 伯耆清水駅 - 山守駅
上記以外に「長田駅」（「伯耆清水駅」と「八束駅」の間）、「見明戸駅」（「美作二川駅」と「湯原駅」の間）を予定駅として記載している資料もある。

## 接続予定路線
- 中国勝山駅：姫新線
- 山守駅：倉吉線

## 備考
- 南勝線という路線名称の由来は、鳥取県東伯郡南谷村（なんこくそん。現：倉吉市関金町）と岡山県真庭郡勝山町を結ぶことによる。